# 掌叶秋海棠
掌叶秋海棠（学名：Begonia hemsleyana）是秋海棠科秋海棠属的植物，为中国的特有植物。分布于中国大陆的云南、四川等地，生长于海拔1,000米至1,300米的地区，多生长在疏林中、山坡阴处潮湿地、山谷林内石壁上和水边，目前已由人工引种栽培。

## 别名
刺海棠、岩酸菇（思茅）

## 异名
- Begonia hemsleyana Hook. f. var. kwangsiensis Irmsch.